# Маркос Андре Де Менезеш Дініж
Маркос Андре де Менезеш Дініж або просто Маркіньос (порт.-браз. Marcos André de Menezes Diniz / Marquinhos; нар. 1 березня 2003, Бразилія) — бразильський футболіст, нападник клубу «Ретро». В Україні відомий своїми виступами за «Дніпро-1».

## Життєпис
Футболом розпочав займатися на батьківщині, у клубах «Кантанейра» та «Марангау». У 2021 році опинився в структурі бразильського клубу «Ретро», де виступав за молодіжну команду (U-20). З травня 2022 по липень 2023 року виступав в оренді за молодіжну команду «Ред Булл Брагантіно». 
18 липня 2023 року відправився в 1-річну оренду з правом викупу до «Дніпра-1». Вперше до заявки першої команди дніпрян потрапив 20 серпня 2023 року на програний (1:2) домашній поєдинок 4-го туру Прем'єр-ліги України проти київської «Оболоні». Маркос просидів усі 90 хвилин на лаві запасних. В еліті українського футболу дебютував 22 жовтня 2023 року в переможному (1:0) виїзному поєдинку 11-го туру проти київського «Динамо». Маркіньос вийшов на поле на 66-й хвилині замість Олександра Філіппова. У першій половині сезону 2023/24 років виходив на поле в 2-х матчах української Прем'єр-ліги. У середині лютого 2024 року відмовився повертатися до України через масовану атаку російських дронів. Керівництво «Дніпра-1» вирішило піти на зустріч футболісту й достроково завершити оренду.
11 березня 2024 року відправився в оренду до завершення сезону 2024 року у фінський «АС Оулу». За нову команду дебютував 6 квітня 2024 року в програному (1:2) виїзному поєдинку 1-го туру регулярної частини Вейккаусліги проти «Сейняйоен Ялкапаллокерго». Маркос вийшов на поле в стартовому складі, а на 63-й хвилині його замінив Юліус Коркко. Першим голом у дорослому футболі відзначився 8 травня 2024 року на 74-й хвилині переможного (3:0) виїзного поєдинку 4-го раунду кубку Фінляндії проти ГБК. Маркіньос вийшов на поле на 61-й хвилині замість Деніела Барроу.

## Статистика виступів

### Клубна
Станом на 7 травня 2024
| Клуб                | Сезон             | Ліга                 | Ліга  | Ліга | Кубки | Кубки | Єврокубки | Єврокубки | Загалом | Загалом |
| Клуб                | Сезон             | Дивізіон             | Матчі | Голи | Матчі | Голи  | Матчі     | Голи      | Матчі   | Голи    |
| ------------------- | ----------------- | -------------------- | ----- | ---- | ----- | ----- | --------- | --------- | ------- | ------- |
| «Дніпро-1» (оренда) | 2023–24           | Прем'єр-ліга України | 2     | 0    | –     | –     | 0         | 0         | 2       | 0       |
| «АС Оулу» (оренда)  | 2024              | Вейккаусліга         | 8     | 0    | 2     | 3     | –         | –         | 10      | 3       |
| Усього за кар'єру   | Усього за кар'єру | Усього за кар'єру    | 10    | 0    | 2     | 3     | 0         | 0         | 12      | 3       |

1. ↑  У тому числі й матчі в кубку Фінляндії